# Chantiers navals autrichiens AG
Les Chantiers navals autrichiens (allemand : Österreichische Schiffswerften AG abrégé ÖSWAG) est une entreprise (chantier naval) situé dans le port d'hiver sur le Danube en Autriche.

Son logo.

En 1840, Ignaz Mayer fonde la première grande entreprise de transformation des métaux.

## Constructions

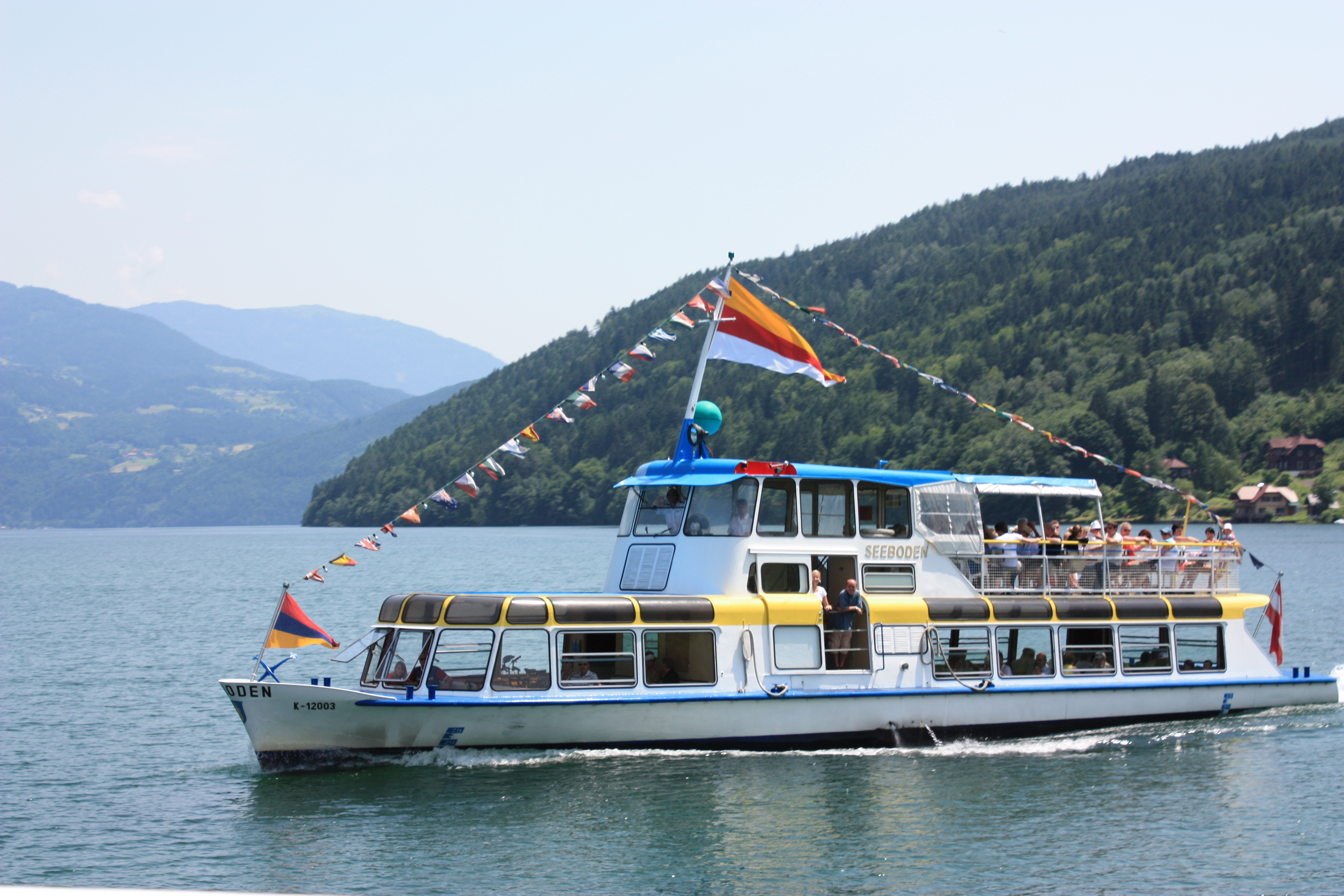
Le Seebonde (1966)
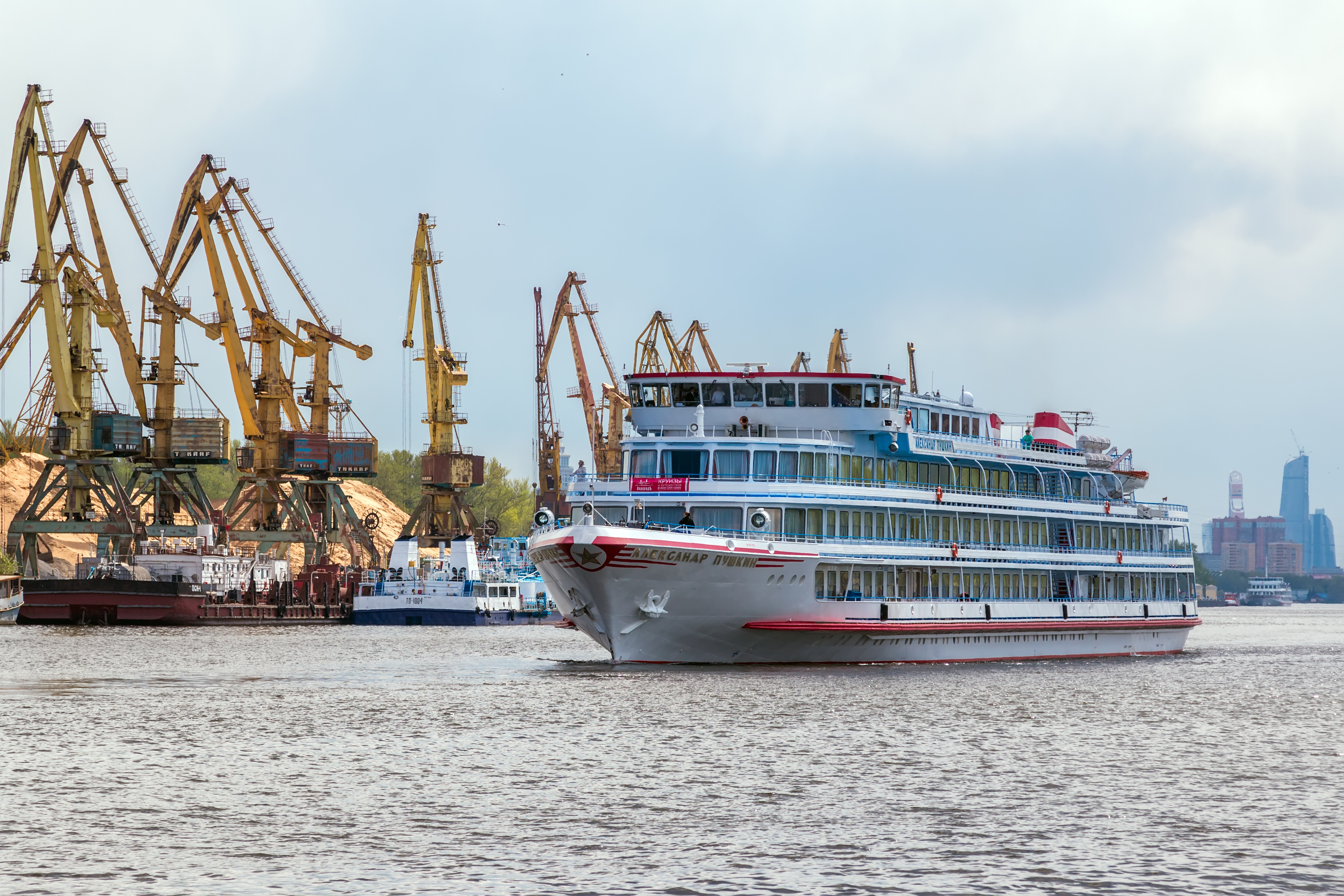
le Alexandre Pouckine (1974)
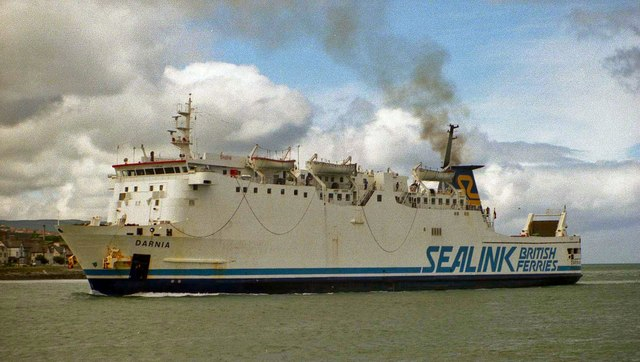
le Darnia (1977)
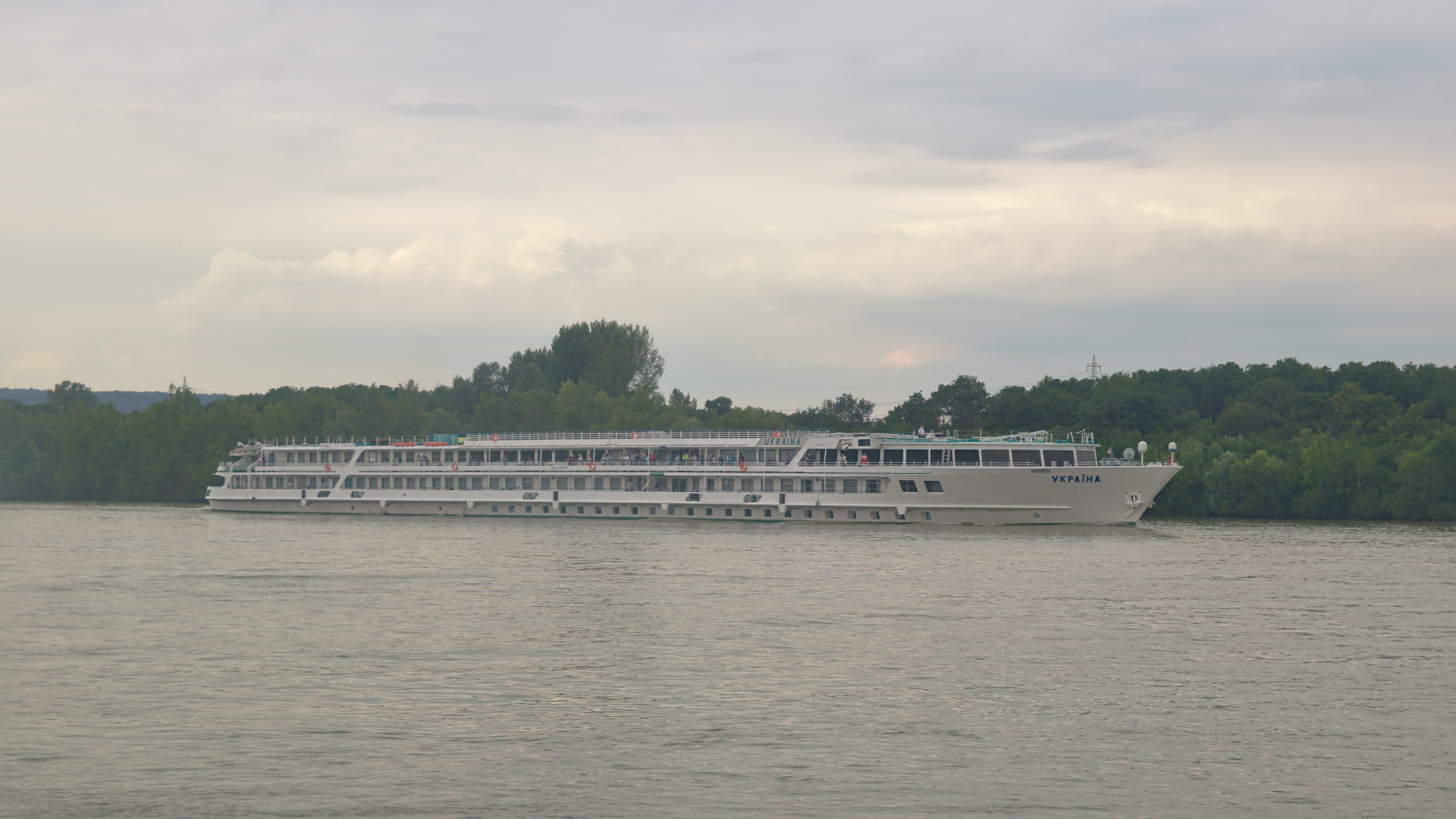
Classe Ukraine.
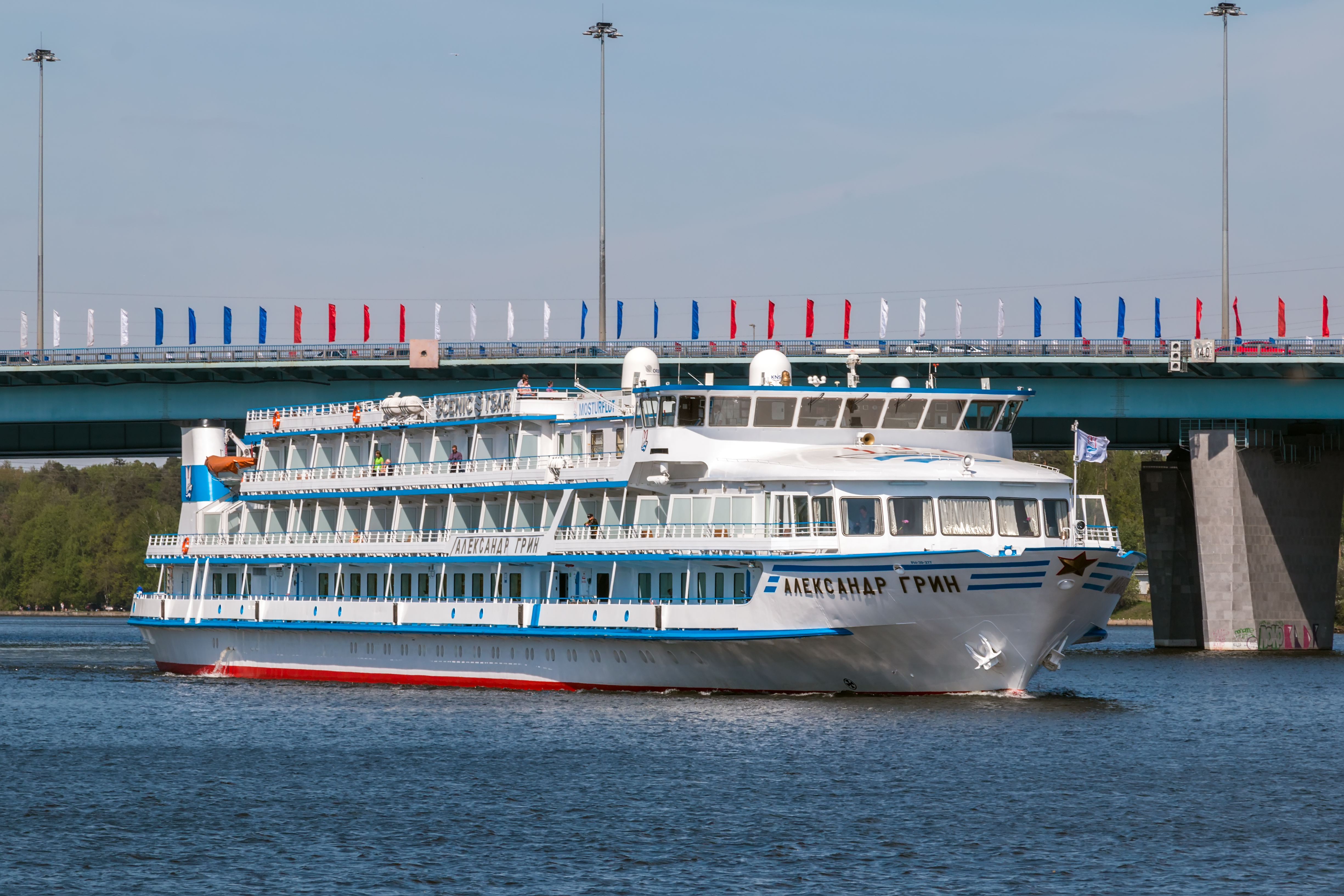
le Alexandre Grin (1984)
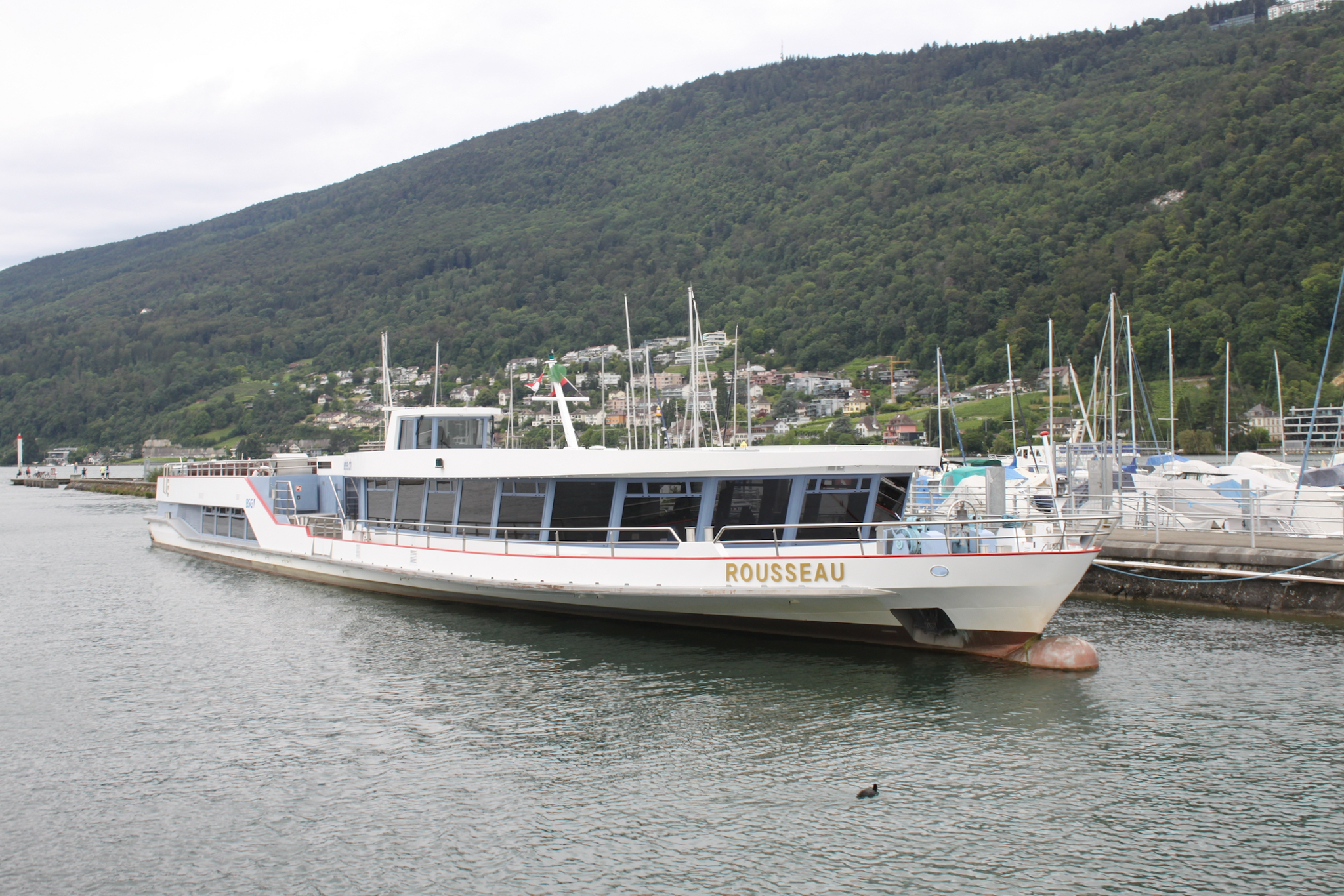
le Rousseau (2012).